# KSVG
KSVG é um solução SVG (Pt: Gráficos vetoriais escalonáveis) para navegadores de internet baseados em KHTML.
É integrado ao ambiente KDE e ao navegador Konqueror com o KPart.

## KSVG no WebKit
KSVG2 é um projeto experimental, com seu desenvolvimento integrado ao do WebKit.